# Гюнтер Добенекер
Гюнтер Добенекер (нім. Günter Dobenecker; 9 лютого 1922, Шарлоттенбург — 4 серпня 1983) — німецький офіцер-підводник, оберлейтенант-цур-зее крігсмаріне.

## Біографія
23 вересня 1940 року вступив на флот. З 26 листопада 1942 року — 2-й, потім 1-й вахтовий офіцер на підводному човні U-650. В березні-травні 1944 року пройшов курс командира човна. З травня 1944 року — офіцер із завантаження кораблів в 27-й флотилії. З 14 липня по 14 грудня 1944 року — командир U-11. З грудня 1944 року — інструктор і офіцер групи 2-ї навчальної дивізії підводних човнів. З квітня 1945 року — заступник командира U-2524. З травня 1945 року — командир взводу охоронного батальйону «Деніц». В травні 1945 року взятий в полон. В грудні 1947 року звільнений.

## Звання
- Кандидат в офіцери (23 вересня 1940)
- Морський кадет (1940)
- Фенріх-цур-зее (1 серпня 1941)
- Оберфенріх-цур-зее (1 липня 1942)
- Лейтенант-цур-зее (1 січня 1943)
- Оберлейтенант-цур-зее (1 жовтня 1944)

## Нагороди
- Нагрудний знак підводника (29 червня 1943)
- Залізний хрест
  - 2-го класу (1943)
  - 1-го класу (1944)